# مارلین (تگزاس)
مارلین، تگزاس (به انگلیسی: Marlin, Texas) شهری در ایالت تگزاس از ایالات جنوبی ایالات متحده آمریکا است. در سرشماری سال ۲۰۰۰، جمعیت این شهر ۶۶۲۸ نفر اعلام شد.

## نگارخانه

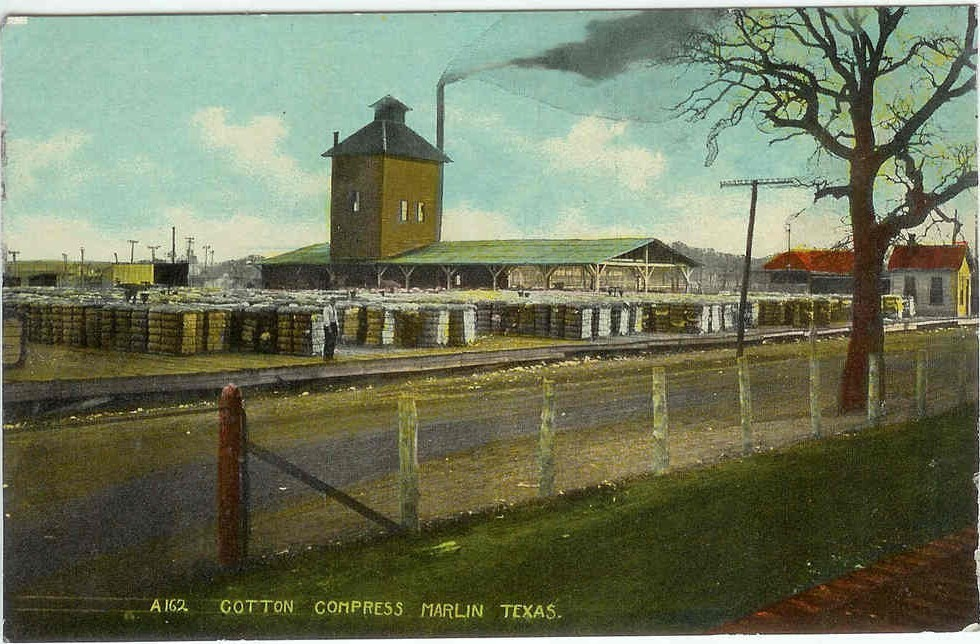
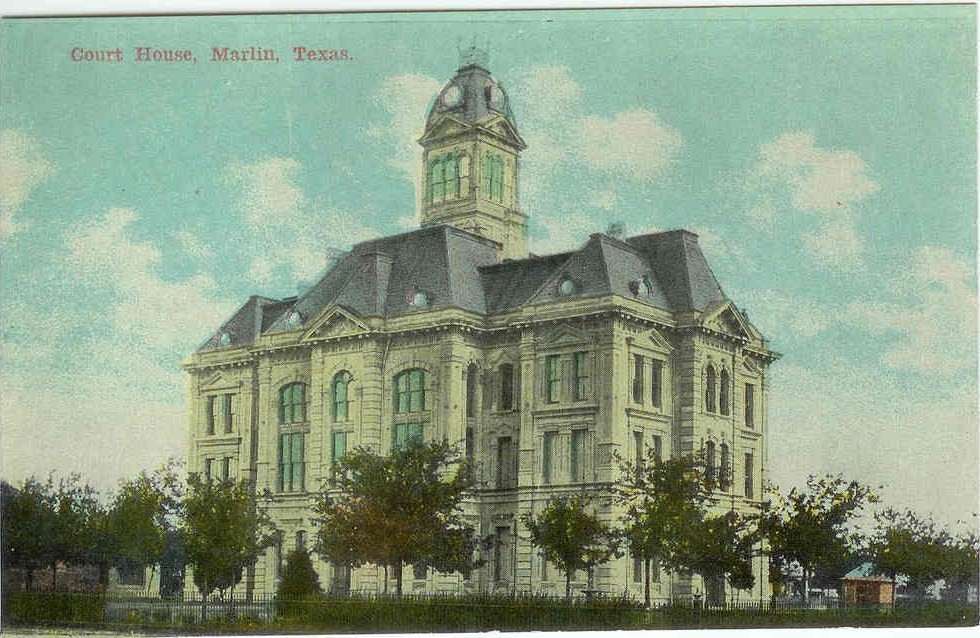
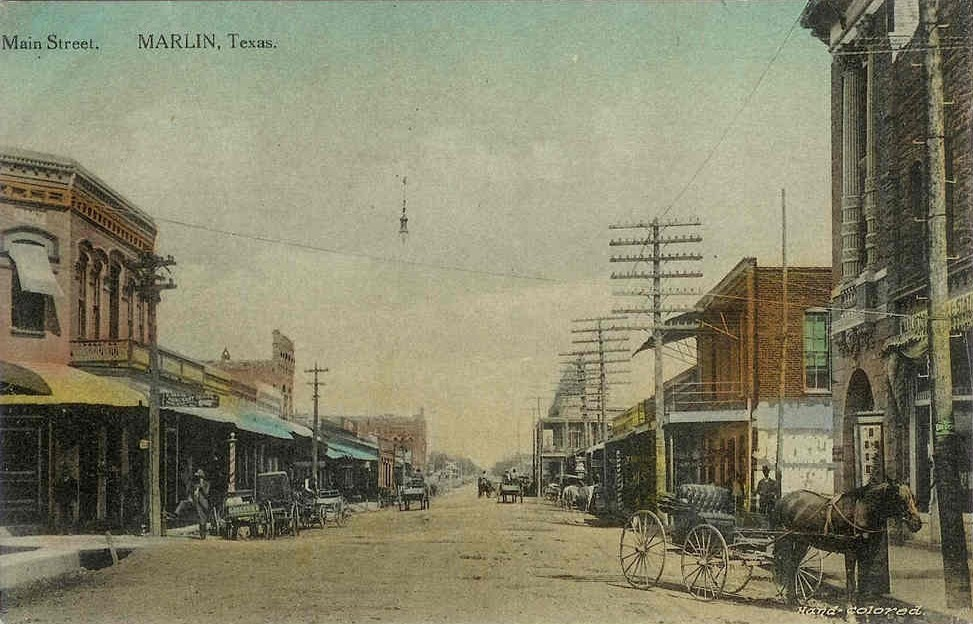
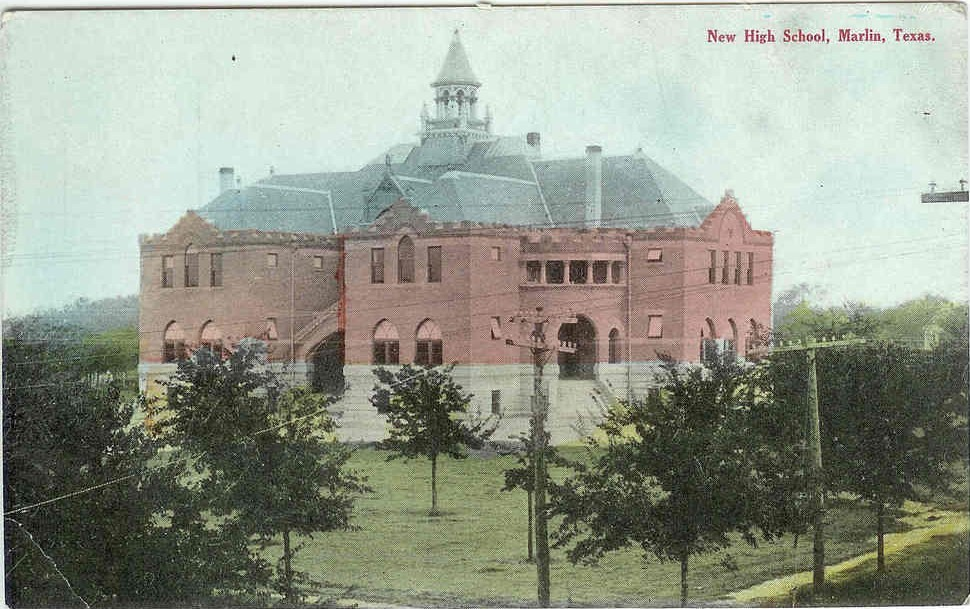
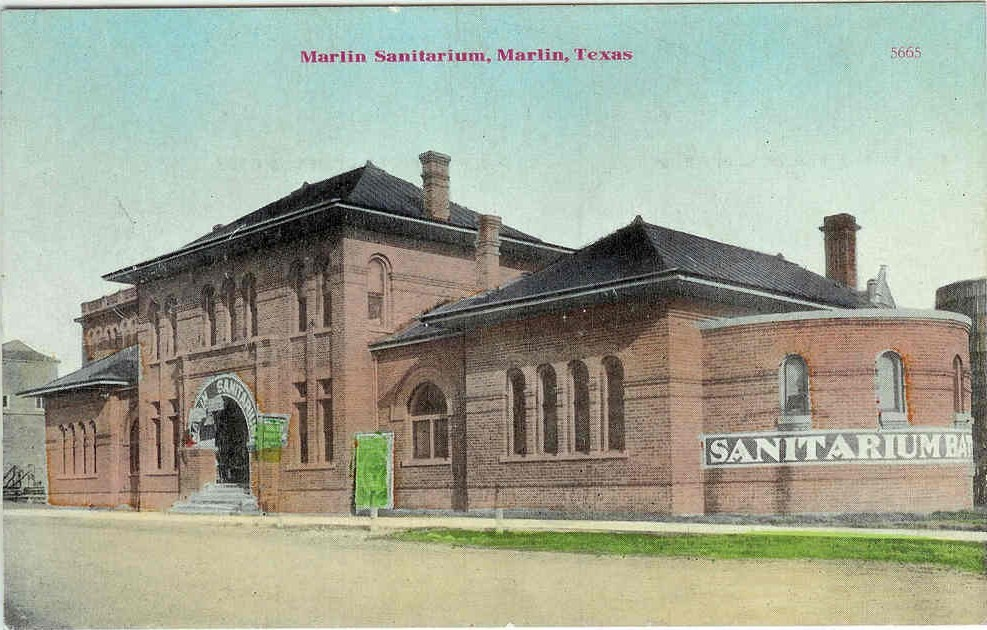
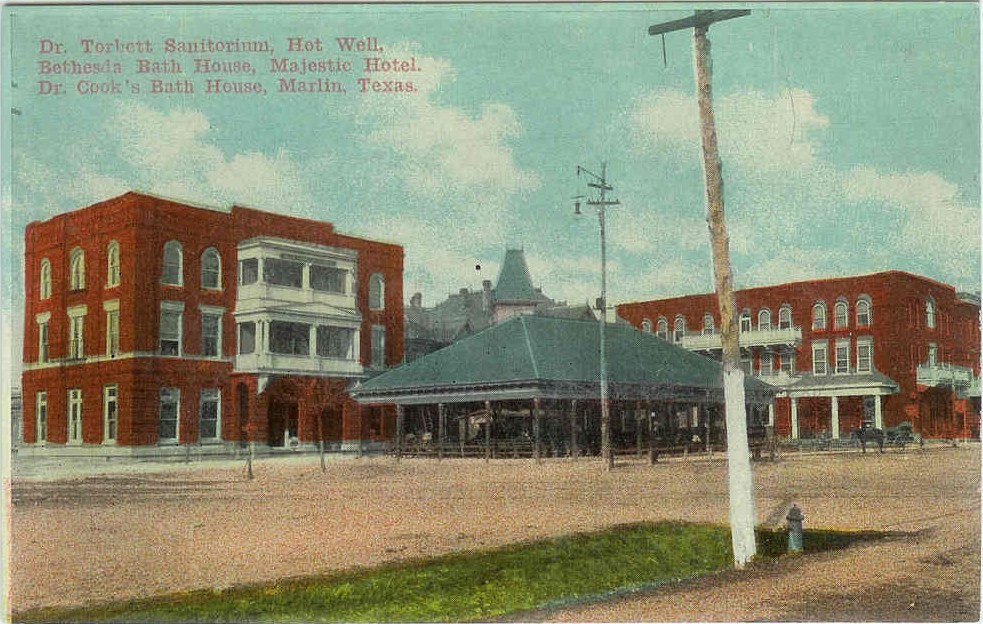
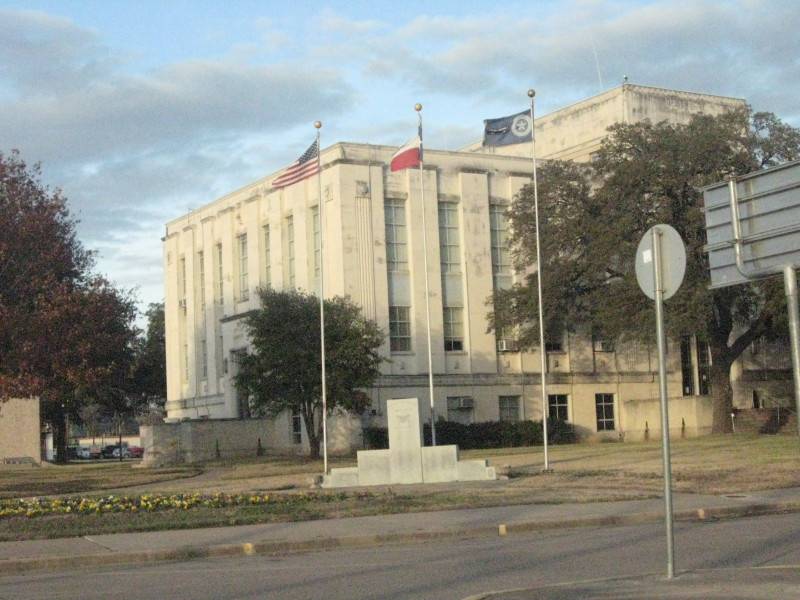